# Hubli-Dharwad
Hubli-Dharwad è una suddivisione dell'India, classificata come municipal corporation, di 786.018 abitanti, nel distretto di Dharwad, nello stato federato del Karnataka ed è formata dalla conurbazione delle due città di Hubli e Dharwad. In base al numero di abitanti la città rientra nella classe I (da 100.000 persone in su).

## Geografia fisica
La città è situata a 15° 21' 50 N e 75° 06' 47 E.

## Società

### Evoluzione demografica
Al censimento del 2001 la popolazione di Hubli-Dharwad assommava a 786.018 persone, delle quali 403.270 maschi e 382.748 femmine. I bambini di età inferiore o uguale ai sei anni assommavano a 92.872, dei quali 47.945 maschi e 44.927 femmine. Infine, coloro che erano in grado di saper almeno leggere e scrivere erano 566.981, dei quali 312.902 maschi e 254.079 femmine.